# 韋斯特敦 (紐約州)
韋斯特敦（英語：Westtown）是位於美國紐約州奧蘭治縣的非建制地區。

## 歷史
韋斯特敦的郵局自1816年營運至今。

## 地理
韋斯特敦所處的海拔為高於海平面155米（即509英呎），而該地所採用的時區為UTC-5，即北美东部时区（EST）。同時該地設有夏令時間，為UTC-5調快一小時，即UTC-4（EDT）。